# Quinhamel
Quinhamel es una ciudad y un sector de Guinea-Bisáu, en la región de Biombo. La ciudad es la capital de esta región. Tiene cerca de 37.000 habitantes.
En la entrada de la ciudad está la sede de la organización no gubernamental Artissal, fundada en 2006 y que se dedica a la promoción de la cultura local; posee un taller donde los artesanos elaboran y comercializan piezas de panu di pinti, pieza textil emblemática de Guinea-Bisáu.